# San Juan, Puerto Rico
San Juan este cel mai mare oraș și capitala statului asociat Puerto Rico ([The] Commonwealth of Puerto Rico) al Statelor Unite ale Americii.

## Personalități născute aici
- Juano Hernandez (1896 - 1970), actor;
- Rafael Valle (1938 - 2024), baschetbalist;
- Carly Colón (n. 1979), wrestler;
- Primo Colón (n. 1982), wrestler;
- Benito Antonio Martínez Ocasio (cunoscut ca Bad Bunny, n. 1994), rapper, producător muzical.